# Resolutie 2212 Veiligheidsraad Verenigde Naties
Resolutie 2212 van de Veiligheidsraad van de Verenigde Naties werd unaniem door de VN-Veiligheidsraad aangenomen op 26 maart 2015 en verhoogde het aantal blauwhelmen in de Centraal-Afrikaanse Republiek.

## Achtergrond
Al sedert de onafhankelijkheid van Frankrijk in 1960 wordt de CAR geplaagd door staatsgrepen en geweld. Toen rebellen in 2003 de macht grepen, begonnen drie onder de naam Unie van Democratische Krachten voor Eenheid (UFDR) verenigde rebellenbewegingen een oorlog tegen hen. In 2007 werd een vredesakkoord getekend en in 2009 vormden ze samen een regering. Eind 2012 brak opnieuw rebellie uit; deze keer tegen een coalitie van groeperingen die zich Sekela-coalitie noemde en bestond uit de UFDR, de Conventie van Patriotten voor Gerechtigheid en Vrede'(CPJP) en een aantal kleinere bewegingen. De regering vroeg om internationale hulp, maar dit werd geweigerd. Op 11 januari 2013 werd een vredesakkoord getekend waarbij de eerste minister werd vervangen door een oppositielid. Op 24 maart 2013 had een coalitie van rebellen genaamd Seleka de macht gegrepen, wat internationaal veroordeeld werd. Dus werd er een overgangsraad opgericht die het land tijdelijk moest besturen. Onderwijl vergleed de CAR in chaos en had de overheid buiten de hoofdstad geen enkel gezag meer.

## Aanleiding
In zijn voorafgaande brief aan de Veiligheidsraad stelde de secretaris-generaal dat de veiligheid in de Centraal-Afrikaanse Republiek er sterk op vooruit was gegaan sedert de MINUSCA-vredesmacht samen met Franse- en EU-troepen in het land aanwezig was; en dan vooral in de hoofdstad Bangui. Niettemin bleef de situatie gespannen, en Anti-Balaka- en voormalige Seleka-strijders bleven tegen elkaar vechten terwijl ook de misdaad bleef toenemen. Een aantal moslimgemeenschappen leefde onder constante bedreiging in erbarmelijke omstandigheden.
Naar aanleiding van het geweld in de hoofdstad in oktober 2014 waren daar meer blauwhelmen, waaronder de reservetroepen, samengetrokken, waardoor er elders te weinig waren; onder meer in het door Seleka gedomineerde noordoosten. Daarnaast waren meer politiemanschappen nodig om overheidsfunctionarissen te beveiligen, waardoor ook zij met te weinig waren. Verder waren er door de genomen maatregelen en de heropening van gevangenissen cipiers tekort. Daarom vroeg de secretaris-generaal 750 extra militairen, 280 bijkomende politiemanschappen en 20 extra cipiers voor MINUSCA.

## Inhoud
Het maximale aantal manschappen van MINUSCA werd verhoogd met 750 militairen, 280 politiemanschappen en 20 cipiers. De nieuwe maxima waren daardoor 10.750 militairen, 2120 politiemanschappen en 40 cipiers. In de praktijk waren er op 28 februari 2015 7973 militairen en 1196 politiemanschappen aanwezig.

## Verwante resoluties
- Resolutie 2181 Veiligheidsraad Verenigde Naties (2014)
- Resolutie 2196 Veiligheidsraad Verenigde Naties
- Resolutie 2217 Veiligheidsraad Verenigde Naties
- Resolutie 2264 Veiligheidsraad Verenigde Naties (2016)

Lijst ·  2196 ·  2197 ·  2198 ·  2199 ·  2200 ·  2201 ·  2202 ·  2203 ·  2204 ·  2205 ·  2206 ·  2207 ·  2208 ·  2209 ·  2210 ·  2211 ·  2212 ·  2213 ·  2214 ·  2215 ·  2216 ·  2217 ·  2218 ·  2219 ·  2220 ·  2221 ·  2222 ·  2223 ·  2224 ·  2225 ·  2226 ·  2227 ·  2228 ·  2229 ·  2230 ·  2231 ·  2232 ·  2233 ·  2234 ·  2235 ·  2236 ·  2237 ·  2238 ·  2239 ·  2240 ·  2241 ·  2242 ·  2243 ·  2244 ·  2245 ·  2246 ·  2247 ·  2248 ·  2249 ·  2250 ·  2251 ·  2252 ·  2253 ·  2254 ·  2255 ·  2256 ·  2257 ·  2258 ·  2259